# Сеножатское
Сеножа́тское (укр. Сіножа́цьке) — село Черниговского района Черниговской области Украины, на берегу реки Смолянка. Население 37 человек.
Код КОАТУУ: 7425587902. Почтовый индекс: 15543. Телефонный код: +380 462.

## Власть
Орган местного самоуправления — Серединский сельский совет. Почтовый адрес: 15573, Черниговская обл., Черниговский р-н, с. Серединка, ул. Октябрьская (Жовтнева), 2